# نانا موسكوري
نانا موسكوري (باليونانية: Ιωάννα Μούσχουρη)‏ (13 أكتوبر 1934، بـشانيا، كريت، اليونان) مغنية وسياسية يونانية. أصدرت على مدار مسيرتها المهنية أكثر من 200 ألبوم في اثنتي عشرة لغة على الأقل، بما في ذلك اليونانية والفرنسية والإنجليزية والألمانية والهولندية والبرتغالية والإيطالية واليابانية والإسبانية والعبرية والويلزية والماندراين الصينية والكورسيكية.
اشتهرت موسكوري في جميع أنحاء أوروبا بأغنية "الوردة البيضاء لأثينا"، التي تم تسجيلها باللغة الألمانية أولاً باسم "Weiße Rosen aus Athen" كتقريب لأغنيتها اليونانية "Σαν σφυρίξεις τρείς φορές" وباعت من هذه الأغنية أكثر من مليون نسخة.
في عام 1993 أصبحت موسكوري متحدثًا باسم اليونيسف وانتخبت لتمثيل اليونان في البرلمان الأوروبي من عام 1994 إلى عام 1999.
في عام 2015، حصلت على جائزة صدى الموسيقى (إيكو ميوزيك) من جمعية الموسيقى الألمانية لإنجازاتها البارزة.

## وصلات خارجية
- نانا موسكوري على موقع IMDb (الإنجليزية)
- نانا موسكوري على موقع الموسوعة البريطانية (الإنجليزية)
- نانا موسكوري على موقع مونزينجر (الألمانية)
- نانا موسكوري على موقع ألو سيني (الفرنسية)
- نانا موسكوري على موقع ميوزك برينز (الإنجليزية)
- نانا موسكوري على موقع أول موفي (الإنجليزية)
- نانا موسكوري على موقع قاعدة بيانات برودواي على الإنترنت (الإنجليزية)
- نانا موسكوري على موقع أول ميوزيك (الإنجليزية)
- نانا موسكوري على موقع ديسكوغز (الإنجليزية)
- نانا موسكوري على موقع قاعدة بيانات الفيلم (الإنجليزية)

Official
- Nana Mouskouri's profile at UNICEF
- Official website – (بالإنجليزية) (بالألمانية)

- Nana Mouskouri at Universal Music France